# アンドリュー・ヤン
アンドリュー・ヤン（英語: Andrew Yang、1975年1月13日 - ）は、アメリカ合衆国の実業家、作家、政治活動家、元弁護士。2020年アメリカ合衆国大統領民主党予備選挙候補者。漢名は楊安澤。アンドリュー・ヤングとも表記する。

## 人物・来歴
中華民国（台湾）からの移民二世としてニューヨーク州スケネクタディにて生まれる。ブラウン大学、コロンビア大学ロースクールを卒業後、弁護士活動を行う。2000年代に、ビジネススクールや大学院受験のための予備校のCEOとなり成功する。
2011年に大学を卒業した若者の起業を支援するNPO法人Venture for Americaを開始し、デトロイト、ボルチモア、クリーブランドなどアメリカでも経済が停滞している地方都市にて雇用の創出に貢献し、バラク・オバマ政権により2011年Champion of Changeに選出された。

### 2020年アメリカ合衆国大統領選挙
政治的な経験は全くなかったが2020年アメリカ合衆国大統領選挙に民主党から出馬する意向を表明。ITやロボット技術の進展により職を奪われる労働者への対策として、全アメリカ国民に月1000ドルを分配する自由の配当（ユニバーサル・ベーシック・インカム）制度を掲げて注目を浴びた。また、環境政策として二酸化炭素の排出量抑制のほかに、宇宙空間に巨大なミラーを展開させて太陽光を反射させるプランを披露。ミラーは、費用は極めて高額になるとして即応性は否定したものの最終手段として研究しておく必要はあるとした。ユニバーサルベーシックインカムや国民皆保険など左翼的な政策を支持する一方公立学校選択制や富裕税廃止などを支持する中道派である。
2019年8月30日に行われた民主党第二回討論会後の世論調査では3%の支持を得る結果となり、ジョー・バイデンら上位3人には大きく及ばないものの一定の存在感を得ることに成功していることが判明した。
2020年2月11日に行われたニューハンプシャー州においての民主党予備選挙の投票締め切りをもって、ヤンは大統領選挙から引くことを発表した。理由としては大統領になれる確率が限りなく低いという予備選の結果を受けて、これ以上支持者からの支援金をもらうのは違うと感じたためと述べた。同年3月、ジョー・バイデン前副大統領への支持を表明。
その後、Twitter上で2024年アメリカ合衆国大統領選挙への意欲を示している他、2021年に行われるニューヨーク市長選挙立候補への意欲も示している。
2020年12月にニューヨーク市長選挙に向けての書類を提出し、2021年1月に正式に立候補を表明した。同年6月、ニューヨーク市長選における民主党の予備選挙から撤退を表明した。
ヤンの支援者は彼の名前（Yang）からもじってYang Gangと呼ばれている。

### ユニバーサルベーシックインカムに実現に向けての議論
ヤンによると18歳以上のアメリカ国民に毎月1,000ドルを配布する「自由配当」(Freedom Dividend) は新しい考えではなく、古くはアメリカ合衆国建国の父トーマス・ジェファーソンに始まり最近ではマーティン・ルーサー・キング・ジュニアによって提唱されている考えと述べている。
また、ユニバーサルベーシックインカム (以降、UBI) を政策として大統領選挙に立候補したきっかけは、アメリカ合衆国大統領ドナルド・トランプがアメリカの経済低迷を移民による仕事の喪失と述べたのに対して、経済低迷は移民というよりアマゾンをはじめ技術革新による第4次産業革命によるものと考えたからである。また、今後予想される技術革新として、Amazon Goをはじめとした無人店舗の増加、コールセンターのAI対応の促進、長距離輸送の自動運転により、さらなる雇用の減少が起きると述べている。
UBIの財源としては、技術革新により恩恵を受けているグーグル、アマゾンをはじめとした企業に対して提供するサービスに付加価値税 (VAT) を課税することで確保するとされている。また、この方法によって、アマゾンが技術革新により地域の小売店の閉鎖に拍車をかけている一方で、連邦税の支払いをほぼゼロとしている現状を是正するきっかけとしたいと述べている。
一部からはUBI実現によりインフレが起きるのではという声が上がっているが、ヤンは否定している。企業が技術促進に力を入れているのは、投資家による利益の追求によるものであり、むしろ技術発展により効率化で今後はより物やサービスは値段が下がると述べている。
UBIにより毎月政府から支給があるとドラッグやお酒に使ったり働かなくなるのではという声も上がっているが、ヤンによるとアラスカ州では石油収入を住民に年単位で還元しているがドラッグやお酒の消費が増加したデータはないとしている。また、別の研究ではUBIでもらった後労働時間が実際に減ったのは新しく子供を授かった母親や高校生など一部のグループに限られるという結果だったと述べている。
UBIの法案は、過去1969年にアメリカ合衆国下院は通過したが、当時はそれだけの財源があれば大企業に渡して結果的に従業員に還元というトップダウンの考えが根強く、人より企業を信頼した結果頓挫している。そのため、人からコミュニティ、コミュニティから経済といったボトムアップの考えが受け入れられるかが大きな焦点となる。

## 著作物
主な著作物に以下のものがある。
- "The War on Normal People ーーThe Truth About America’s Disappearing Jobs and Why Universal Basic Income Is Our Future"
  - 日本語訳『普通の人々の戦いーー AIが奪う労働・人道資本主義・ユニバーサルベーシックインカムの未来へ』早川健治訳、那須里山舎　2020年3月15日初版第一刷発行 ISBN 4909515038